# Bastard (2011)
Bastard ist ein deutscher Psychothriller, der im Frühjahr 2010 unter der Regie von Carsten Unger entstand. Unger erzählt die fiktive Geschichte von zwei vernachlässigten Jugendlichen, Leon und Mathilda, auf ihrer Suche nach elterlicher Fürsorge.
Der Film wurde am 25. Oktober 2011 auf den Hofer Filmtagen uraufgeführt. Der offizielle Kinostart war am 18. April 2013.

## Handlung
Mathildas Vater kam bei einem Autounfall ums Leben, ihre Mutter ist Alkoholikerin. Beide leben in bescheidenen Verhältnissen in einem einfachen Wohnblock. Das Rollenverständnis der beiden hat sich ins Gegenteil verkehrt: Mathilda muss ihre Mutter beispielsweise nach einem ihrer Alkoholexzesse waschen und ihr Essen zubereiten. Sie flüchtet aus den ärmlichen Verhältnissen auf die Straße – insbesondere wenn ihre Mutter einmal mehr einen Freund in der Wohnung empfängt. Dort schlägt sie sich mit kleineren Diebstählen herum und testet ihre jugendlichen Reize bevorzugt an deutlich älteren Männern aus.
Der 13-jährige Leon lebt – zumindest äußerlich – in gänzlich anderen Umständen. Er ist ein hochbegabtes Adoptivkind und lebt bei seinen wohlhabenden Adoptiveltern. Finanziell fehlt es ihnen an nichts, doch Fürsorge erfährt auch er nicht.
Im Rahmen eines Sozialpraktikums beim Jugendamt findet Leon die Identität seiner wahren Mutter Anja heraus. Sie ist inzwischen verheiratet und hat einen zweiten Sohn, der denselben Fußballclub besucht wie Leon. Er beschließt, sich an ihr zu rächen, und entführt seinen Halbbruder Nikolas, um durch Erpressung seinen Platz einzunehmen. Er sperrt den 9-Jährigen in einem abgelegenen Keller ein und verheimlicht ihm gegenüber seine wahre Identität. Mit einem Mobiltelefon nimmt Leon sein „Opfer“ auf und kurz darauf kursiert das Video in der Schule.
Nikolas gilt mittlerweile als vermisst, als die Schulleiterin von dem Video erfährt. Die Kriminalpsychologin Claudia Meinert befragt alle Schülerinnen und Schüler in der Aula. Mathilda erfährt so von der Entführung und schließt sich, anfangs noch gegen den Willen Leons, seinem Vorhaben an. Claudia Meinert fällt der verschlossene, in sich gekehrte Junge bereits bei der ersten Befragung auf. So erfährt sie relativ schnell von dem dunklen Spiel der beiden Jugendlichen. Diese suchen Nikolas’ Mutter Anja auf und fordern von der Familie dieselben Zuwendungen ein, wie sie auch Nikolas erfahren würde. Leon verlangt von Anja, dass sie ihnen Mathildas Lieblingsessen kocht, sie ins Bett bringt und eine Gutenachtgeschichte vorliest. Er droht damit, Nikolas noch vor seinem Geburtstag in drei Tagen umzubringen. Erst danach werde er mit 14 strafmündig. Die Familie geht auf das perfide Spiel der beiden ein, um ihren Sohn zu retten – und auch Claudia Meinert quartiert sich in Anjas Haus ein. Sie hat beim Jugendamt erfahren, dass Anja als junge Frau vergewaltigt wurde und das Kind an einer Babyklappe abgegeben hat. Sie findet außerdem heraus, dass Leons wirklicher Geburtstag einen Tag früher als der amtliche war: Da bei einer anonymen Geburt der genaue Geburtstag grundsätzlich nicht bekannt ist, gilt das „Abgabedatum“ der Babyklappe als Geburtstag, obwohl der protokollierte Zustand von Leons Nabelschnur auf ein Alter von 24 Stunden schließen ließ. Somit tritt auch seine Strafmündigkeit einen Tag eher ein. Leon wird daher am nächsten Tag mit einer inszenierten Geburtstagsfeier überrascht. Seine leibliche Mutter bietet ihm ein Geburtstagsgeschenk mit seinem richtigen Namen an, wenn er Nikolas’ Versteck preisgibt. Er gibt jedoch einen falschen Ort an. Als sich das Geschenk als leer erweist und Anja ihm eröffnet, dass sie ihn nie mehr sehen will, ist Leon völlig entsetzt. Die Situation eskaliert, als Claudia ihn festnehmen lässt, worauf Mathilda ihr die Dienstpistole entreißt und alle Erwachsenen in den Keller des Hauses sperrt. Gemeinsam eilen Leon und Mathilda zu dem Versteck. Leon will Nikolas mit der Waffe erschießen. Er schickt Mathilda hinaus und es ist ein Schuss zu hören. Anschließend setzen die beiden ihre Flucht fort. Sie führt sie in eine Kirche, bei der die beiden Zeugen einer Taufe werden. Mathilda zerrt Leon in einen Nebenraum und will sich ihm – als „Geburtstagsgeschenk“ –  anbieten, doch Leon lehnt ab. Sie verabreden sich zum gemeinsamen Frühstück bei Anja, um „es“ zu Ende zu bringen.
Leon sucht noch in derselben Nacht das Krankenhaus auf, wo er abgegeben wurde. Claudia wartet dort bereits auf ihn und übergibt ihm einen Briefumschlag mit der Information seiner Herkunft, den seine Mutter seinerzeit geschrieben hat und den das Krankenhaus die Zeit über aufbewahrt hat. Sie bringt ihn zu seiner leiblichen Mutter und sperrt beide in ein Zimmer, wo sie sich aussprechen sollen. Leon übergibt ihr Nikolas’ Stoffhasen, der von einem Schuss durchbohrt ist. Anja ist aber sicher, dass Nikolas noch lebt. Sie erzählt Leon von ihrer Vergewaltigung und über die Umstände seiner Geburt. Nachdem sich Mutter und Sohn gegen Morgen nahegekommen sind, führt Leon die Eltern zu Nikolas’ Versteck.
Von all dem weiß Mathilda jedoch nichts, wie Leon erschreckt bewusst wird. Sie kommt wie verabredet zu Anjas Wohnung, doch niemand ist zu Hause. Sie glaubt, dass Leon nicht mehr da ist und ihr Plan, auf diese Weise Zuneigung zu erfahren, gescheitert ist. Als Leon hinzugeeilt kommt, hat sie sich mit Claudias Waffe das Leben genommen.

## Kritik/Rezeption
Der Film erhielt von der Deutschen Film- und Medienbewertung das Prädikat „besonders wertvoll“. Lars Petersen erhielt für seine Kameraarbeit den Förderpreis Deutscher Film 2011. Thomas Ays bewertet den Film auf dem Portal movieselection als „schauspielerisch und inszenatorisch“ gelungen. Rainer Gansera von der Süddeutschen Zeitung schreibt hingegen: „Tatsächlich aber bleiben die sozialthematischen Koordinaten, die Carsten Unger im Verlauf der Filmhandlung absteckt, im Vorhersehbaren. Auch der Erzählstrang des Ermittlungskrimis folgt eher dem Kurs blasser Pflichtübungen.“ Die Filmzeitschrift epd Film findet, dass Bastard ein „erstaunlicher Debütfilm“ sei. Ähnlich positiv bewertet die FBW den Film: „Geschickt inszeniert, voller dramatischer Kraft… Die opulente Ausstattung und eine virtuose Kamera mit spannender Farbästhetik verschaffen dem Thriller ausdrucksstarke Bilder.“